# Power Rangers Samurai: Clash of the Red Rangers The Movie
Power Rangers Samurai: Clash of the Red Rangers The Movie (Power Rangers Samurai: El choque de los Rangers Rojos) es una película especial para televisión de la serie Power Rangers, creada por Haim Saban, que se estrenó el 26 de noviembre de 2011 en Nickelodeon (Estados Unidos) y el 22 de marzo de 2012 en el Nick de Latinoamérica;  de parte de la decimoctava y decimonovena temporada de esta serie (Samurai). Se trata del Team-Up entre los Power Rangers Samurai junto con el Ranger Operador Serie Rojo de Power Rangers RPM. Este cruce tiene fragmentos de la película japonesa de Super Sentai Series Samurai Sentai Shikenger VS Engine Sentai Go-onger, también al principio un trozo del episodio 36 de los Samurai Sentai Shinkenger tiene fragmentos de la película japonesa Samurai Sentai Shinkenger the Movie: The Fateful War.

## Historia
En esta película, los Rangers Samurai se encuentran con el Red Ranger de la generación anterior, la generación R.P.M (Scott Truman). Este Ranger viene de una dimensión posapocalíptica para detener al Profesor Cog, uno de los robots de ataque de Venjix. El RPM Red Ranger nunca se quita el su traje ni el casco, ya que según dijo él, está muy acostumbrado al ambiente contaminado de su dimensión.

## Rangers
| Actor                | Personaje      | Título                     | Elemento / Poder    |
| -------------------- | -------------- | -------------------------- | ------------------- |
| Alex Heartman        | Jayden Shiba   | Ranger Samurai Rojo        | 火 Fuego            |
| Najee De-Tiege       | Kevin          | Ranger Samurai Azul        | 水 Agua             |
| Erika Fong           | Mia Watanabe   | Ranger Samurai Rosa        | 天 Cielo            |
| Hector David Jr.     | Mike           | Ranger Samurai Verde       | 木 Bosques          |
| Brittany Anne Pirtle | Emily          | Ranger Samurai Amarilla    | 土 Tierra           |
| Jeremy Birchall      | Antonio García | Ranger Samurai Dorado      | 光 Luz              |
| Tobias Reiss         | Scott Truman   | Ranger Operador Serie Rojo | Velocidad Explosiva |

## Aliados
- Mentor Ji: Es el mentor de los Rangers Samurai y el Samurai más grande con vida, el después le ayudó a Jayden y a Scott a quitarles el poder de la hipnorayo en la cual los volvía cada uno en su contra, con un símbolo samurai. Él es interpretado por Rene Naufahu.

## Villanos
- Maestro Xandred: Es el líder de los Nighloks. El trata de que las aguas del río Sanzu se levanten para inundar la Tierra y naveguen fuera del inframundo. Tras ser vencido por el padre de Jayden, sufre una migraña que solo se va con su medicina o con la música de dayu(en Shinkenger toma Sake o Licor Japonés). El Profesor Cog le propone un trato si acaba con los Rangers Samurai Xandred le dará el agua del Río Sanzu que necesite. El Maestro Xandred acepta el trato.
- Octoroo: El anciano sacerdote mitad pulpo de Xandred, es el encargado de traer nuevos monstruos del Río Sanzu y hacer la medicina del maestro Xandred. Su frase más célebre es Uh ah uhh!. Ayuda el Profesor Cog y al Maestro Xandred.
- Profesor Cog:  Es un robot de ataque del ejército de Venjix, derrotó al SkyRev Megazord para ir a nuestra dimensión (desde la dimensión de los RPM junto a varios Trituradores). Su objetivo es conseguir agua del Río Sanzu para envenar a los humanos de su dimensión por orden de Venjix y por eso se une a los Nighloks. Destruido por los Rangers Samurai y el RPM Ranger Red en la película.
- Serrator: Uno de los generales del Maestro Xandred. Fue el responsable de maldecir a Deker y convertir a Dayu en Nighlok. Le resulta interesante la misión del Profesor Cog.

- Datos: Q3400940